# قائمة قرينات ملوك أراغون
هذه القائمة تحتوى على ملوك مملكة أراغون منذ عام 1035 حتى 1556 بعد توحيد مملكتين قشتالة وأراغون لـ تؤسس إسبانيا.
ولـ قائمة ملكات بعد 1556 أنظر: قائمة قرينات ملوك إسبانيا.

## كونتيسات
| الصوة | الأسم                     | الوالد                                      | الميلاد | الزواج  | أصبحت القرينة | توقف عن استخدام | الوفاة | الزوج                  |
| ----- | ------------------------- | ------------------------------------------- | ------- | ------- | ------------- | --------------- | ------ | ---------------------- |
|       | إنيغويز دي بنبلونة؟       | إنيغو أريستا ملك بنبلونة (إنيغيز)           | -       | 820     | 820           | -               | -      | غارسيا غاليندز         |
|       | أونيكا غارسيز دي بنبلونة  | غارسيا إنيغيز ملك بنبلونة (إنيغيز)          | -       | -       | -             | -               | -      | أزنار غاليندز الثاني   |
|       | أسبيلا غارسيز دي غاسكونية | غارسيا الثاني سانشيز دي غاسكونية (غاسكونية) | -       | -       | -             | -               | -      | غاليندو أزناريث الثاني |
|       | سانشا غارسيز دي بنبلونة   | غارسيا خيمينيز دي بنبلونة (خيمينيز)         | -       | بعد 905 | بعد 905       | -               | -      | غاليندو أزناريث الثاني |

## ملكات

### أسرة أراغون
| الصورة | الأسم                    | الوالد                                                        | الميلاد          | الزواج         | أصبحت ملكة              | توقفت عن استخدام                  | الوفاة                 | الزوج          |
| ------ | ------------------------ | ------------------------------------------------------------- | ---------------- | -------------- | ----------------------- | --------------------------------- | ---------------------- | -------------- |
|        | إرميسيندا دي بيجور       | برنارد-روجر، كونت بيجور (فوا)                                 | -                | 22 أغسطس 1036  | 22 أغسطس 1036           | 1 ديسمبر 1049                     | 1 ديسمبر 1049          | راميرو الأول   |
|        | أغنيس                    | ربما ويليام السادس أو ويليام السابع، دوق آكيتاين (رامنولفيدس) | -                | 1054           | 1054                    | 8 مايو 1063 وفاة الزوج            | -                      | راميرو الأول   |
|        | إيزابيلا دي أورغل        | إرمينغول الثالث، كونت أورغل (برشلونة)                         | -                | 1065           | 1065                    | 1071 إلغي الزواج على أساس القرابة | 1071, قبل 20 ديسمبر    | سانشو الأول    |
|        | فيليسيا دي روسي          | هيلدوين الرابع، كونت روسي (مونتديدير)                         | -                | 1076, أو قبل   | 1076, أو قبل            | 4 يونيو 1094 وفاة الزوج           | 3 مايو 1123            | سانشو الأول    |
|        | أغنيس من آكيتاين         | ويليام الثامن، دوق آكيتاين (رامنولفيدس)                       | -                | يناير 1086     | 4 يونيو 1094 صعود الزوج | 6 يونيو 1097                      | 6 يونيو 1097           | بيدرو الأول    |
|        | بيرثا                    | هي إيطالية الأصل                                              | -                | 16 أغسطس 1097  | 16 أغسطس 1097           | 28 سبتمبر 1104 وفاة الزوج         | قبل 1111               | بيدرو الأول    |
|        | أوراكا ملكة قشتالة وليون | ألفونسو السادس ملك ليون وقشتالة (خيمينيز)                     | أبريل 1079       | أكتوبر 1109    | أكتوبر 1109             | 1115 فسخ الزواج                   | 8 مارس 1126            | ألفونسو الأول  |
|        | أغنيس من آكيتاين         | ويليام التاسع، دوق آكيتاين (رامنولفديس)                       | أواخر 1103       | 13 نوفمبر 1135 | 13 نوفمبر 1135          | 13 نوفمبر 1137 تنازل الزوج        | 8 مارس 1160, أو قبل    | راميرو الثاني  |
|        | سانشا من أراغون          | ألفونسو السابع ملك قشتالة وليون (أنسكاردس)                    | 21 سبتمبر 1154/5 | 18 يناير 1174  | 18 يناير 1174           | 25 أبريل 1196 وفاة الزوج          | 9 نوفمبر 1208          | ألفونسو الثاني |
|        | ماريا من مونبلييه        | ويليام الثامن دي مونبلييه (غويلهم)                            | 1182             | 15 يونيو 1204  | 15 يونيو 1204           | 21 يناير/18 أبريل 1213            | 21 يناير/18 أبريل 1213 | بيدرو الثاني   |
|        | ليونور من قشتالة         | ألفونسو الثامن ملك قشتالة (أنسكاردس)                          | 1202             | 6 فبراير 1221  | 6 فبراير 1221           | أبريل 1229 فسخ العقد              | 1244                   | خايمي الأول    |
|        | فيولانتي من المجر        | أندرو الثاني ملك المجر (أرباد)                                | 1215/6           | 8 سبتمبر 1235  | 8 سبتمبر 1235           | 12 أكتوبر 1251                    | 12 أكتوبر 1251         | خايمي الأول    |

| الصورة | الشعار | الأسم                | الوالد                                                 | الميلاد       | الزواج                  | أصبحت القرينة            | توقف عن استخدام             | الوفاة                  | الزوج          |
| ------ | ------ | -------------------- | ------------------------------------------------------ | ------------- | ----------------------- | ------------------------ | --------------------------- | ----------------------- | -------------- |
|        |        | كونستانس من صقلية    | مانفريد ملك صقلية (هوهنشتاوفن)                         | 1249          | 13 يونيو/يوليو 1262     | 27 يوليو 1276 صعود الزوج | 2/11 نوفمبر 1285 وفاة الزوج | 9 أبريل 1302            | بيدرو الثالث   |
|        |        | إيزابيلا من قشتالة   | سانشو الرابع ملك قشتالة (أنسكاردس)                     | 1283          | 1 ديسمبر 1291           | 1 ديسمبر 1291            | 25 أبريل 1295 فسخ الزواج    | 24 يوليو 1328           | خايمي الثاني   |
|        |        | بلانش من أنجو        | كارلو الثاني ملك نابولي (أنجو-صقلية)                   | 1280          | 29 أكتوبر/1 نوفمبر 1295 | 29 أكتوبر/1 نوفمبر 1295  | 14 أكتوبر 1310              | 14 أكتوبر 1310          | خايمي الثاني   |
|        |        | ماريا دي لوزينيان    | هيو الثالث ملك قبرص (لوزينيان)                         | 1273          | 27 نوفمبر 1315          | 27 نوفمبر 1315           | 10/22 أبريل/سبتمبر 1322     | 10/22 أبريل/سبتمبر 1322 | خايمي الثاني   |
|        |        | إليسيندا دي مونتكادا | بيدرو الأول دي مونتكادا، لورد أيتونا وسوزيس (مونتكادا) | 1272          | 25 ديسمبر 1322          | 25 ديسمبر 1322           | 5 نوفمبر 1327 وفاة الزوج    | 19 يونيو 1364           | خايمي الثاني   |
|        |        | ليونور من قشتالة     | فرناندو الرابع ملك قشتالة (أنسكاردس)                   | 1307          | 5 فبراير 1329           | 5 فبراير 1329            | 24 يناير 1336 وفاة الزوج    | مارس/أبريل 1359         | ألفونسو الرابع |
|        |        | ماريا من نافارا      | فيليب الثالث ملك نافارا (إفرو)                         | 1329-35       | 23 يوليو 1338           | 23 يوليو 1338            | 29 أبريل 1347               | 29 أبريل 1347           | بيدرو الرابع   |
|        |        | ليونور من البرتغال   | أفونسو الرابع ملك البرتغال (بورغندي)                   | 3 فبراير 1328 | 19 نوفمبر 1347          | 19 نوفمبر 1347           | 29 أكتوبر 1348              | 29 أكتوبر 1348          | بيدرو الرابع   |
|        |        | ليونور من صقلية      | بيترو الثاني ملك صقلية (برشلونة)                       | 1325          | 13 يونيو/27 أغسطس 1349  | 13 يونيو/27 أغسطس 1349   | 20 أبريل 1375               | 20 أبريل 1375           | بيدرو الرابع   |
|        |        | سيبيلا دي فورتيا     | برانجيه دي فورتيا (فورتيا)                             | 1350          | 11 أكتوبر 1377          | 11 أكتوبر 1377           | 6 يناير 1387 وفاة الزوج     | 4/24 نوفمبر 1406        | بيدرو الرابع   |
|        |        | يولاندا دي بار       | روبرت الأول، دوق بار (مونتبليارد)                      | 1364/5        | 2 فبراير 1380           | 6 يناير 1387 صعود الزوج  | 19 مايو 1396 وفاة الزوج     | 3 يوليو 1431            | خوان الأول     |
|        |        | ماريا دي لونا        | لوبي، كونت لونا (لونا)                                 | 1358          | 13 يونيو 1373           | 19 مايو 1396 صعود الزوج  | 20/29 ديسمبر 1406           | 20/29 ديسمبر 1406       | مارتن          |
|        |        | مارغريت دي براديس    | بيدرو من أراغون، بارون إنتينزا (برشلونة)               | 1395          | 17 سبتمبر 1409          | 17 سبتمبر 1409           | 31 مايو 1410 وفاة الزوج     | 1422                    | مارتن          |

### أسرة تراستامارا
| الصورة | الشعار | الأسم                       | الوالد                                       | الميلاد       | الزواج         | أصبحت القرينة            | توقف عن استخدام          | الوفاة         | الزوج          |
| ------ | ------ | --------------------------- | -------------------------------------------- | ------------- | -------------- | ------------------------ | ------------------------ | -------------- | -------------- |
|        |        | ليونور من ألبوركويركي       | سانشو ألفونسو، كونت ألبوركويركي (تراستامارا) | 1374          | 1393/4         | 28 يونيو 1412 صعود الزوج | 2 أبريل 1416 وفاة الزوج  | 16 ديسمبر 1435 | فرناندو الأول  |
|        |        | ماريا من قشتالة             | إنريكي الثالث ملك قشتالة (تراستامارا)        | 1 سبتمبر 1401 | 12 يونيو 1415  | 2 أبريل 1416 صعود الزوج  | 4 أكتوبر 1458            | 4 أكتوبر 1458  | ألفونسو الخامس |
|        |        | خوانا إنريكس                | فادريكي إنريكيز، كونت ميلبا ورويدا (إنريكيز) | 1425          | 1 أبريل 1444   | 4 أكتوبر 1458 وفاة الزوج | 13 فبراير 1468           | 13 فبراير 1468 | خوان الثاني    |
|        |        | إيزابيلا الأولى ملكة قشتالة | خوان الثاني ملك قشتالة (تراستامارا)          | 22 أبريل 1451 | 19 أكتوبر 1469 | 20 يناير 1479 صعود الزوج | 26 نوفمبر 1504           | 26 نوفمبر 1504 | فرناندو الثاني |
|        |        | جيرمين من فوا               | خوان من فوا، فيكونت ناربون (فوا-غرايلي)      | 1488          | 19 أكتوبر 1505 | 19 أكتوبر 1505           | 23 يناير 1516 وفاة الزوج | 18 أكتوبر 1538 | فرناندو الثاني |

#### مدعيو العرش, 1462–1472
خلال حرب ضد خوان الثاني, إدعى ثلاثة أشخاص عرشه، وعلى الرغم من هذا لم يشمل مملكة فالنسيا، كان أولهم بيدرو الخامس ملك أراغون الذي لم يتزوج، وإما الأخرين إنريكي الرابع ملك قشتالة و رينيه من أنجو كانوا متزوجين أثناء إدعائهم للعرش، تزوج إنريكي الرابع من جوانا من البرتغال, هي انفانتا برتغالية بحيث هي أبنة ملك دوارتي الأول وزوجته ليونور من أراغون، إما رينيه زوجته الأولى توفيت قبل 1462; ولكن تزوج ثانيةً من جان دو لافال, هي أبنة نبيل فرنسي غي الرابع عشر، كونت لافال, و إيزابيلا من بريتاني.

### أسرة هابسبورغ
| الصورة | شعار | الأسم                | الوالد                           | الميلاد        | الزواج       | أصبحت القرينة | توقف عن استخدام | الوفاة      | الزوج        |
| ------ | ---- | -------------------- | -------------------------------- | -------------- | ------------ | ------------- | --------------- | ----------- | ------------ |
|        |      | إيزابيلا من البرتغال | مانويل الأول ملك البرتغال (أفيز) | 24 أكتوبر 1503 | 11 مارس 1526 | 11 مارس 1526  | 1 مايو 1539     | 1 مايو 1539 | كارلوس الأول |

في 1556, اتحدت ممالك الإسبانية وأصبحت تعرف عموماً بـ إسبانيا، و ماري الأولى ملكة إنجلترا (زوجة الثانية لـ فيليب الثاني) تعتبر هي أول ملكة إسبانيا، فيليب الثاني هو أبن كارلوس الأول وإيزابيلا من البرتغال.